# Discoporella bocasdeltoroensis
Discoporella bocasdeltoroensis är en mossdjursart som beskrevs av Herrera-Cubilla, Dick, Sanner och Jackson 2008. Discoporella bocasdeltoroensis ingår i släktet Discoporella och familjen Cupuladriidae. Inga underarter finns listade i Catalogue of Life.